# Wehrmacht (groupe)
Pour les articles homonymes, voir Wehrmacht (homonymie).
Wehrmacht est un groupe de crossover thrash américain, originaire de Portland, en Oregon.

## Biographie
Wehrmacht est formé en 1985 à Portland, en Oregon. À cette période, le groupe se compose du chanteur Tito Matos, des guitaristes John Duffy et Marco Zorich, du bassiste Shann Mortimer, et du batteur Brian Lehfeldt. Le groupe compose de la musique qu'il baptise de « beercore », et publie cinq démos de thrash metal. Après avoir participé à la compilation Speed Metal Hell, le groupe publie en 1987 son premier album studio intitulé Shark Attack. L'album est bien accueilli par la scène underground, mais est également médiatisé à cause de ses paroles jugées très xénophobes et violentes. Par exemple, le refrain de la chanson Go Home s'en prend aux immigrés : « Please - I want to work. Get out - you miserable jerk. Go home - to your flea-bitten life. Or I - will use my knife! » (« Je vous en prie, je veux du travail. Dégage - sale crétin. Rentre chez toi - retourne vivre dans ta misère. Sinon je t'y envoie à coup de couteau ! ») Sur le deuxième album Biermächt (1989), le groupe prend ses distances de toute idéologie nazie et fasciste avec la chanson Wehrmacht.
En 2012, le chanteur Phillip « Tito » Matos est remplacé par Eric Helzer. En 2013, le groupe publie un DVD live, Wehrmacht Attack Los Angeles - Live at the Key Club 23 February 2013, limité à 250 exemplaires. Le 24 juillet 2013, le groupe annonce le tournage d'un clip de la chanson Impala" pour le 27 juillet 2013 dans leur ville natale. En octobre 2013, ils annulent leurs concerts européens à cause de « situations qui vont au-delà de notre contrôle. » En 2014, Wehrmacht se joint au batteur du groupe Cryptic Slaughter, Scotty Peterson, pour un concert exclusif au festival Obscene Extreme. En juin 2015, le groupe annule sa tournée européenne à la suite de problèmes logistiques.

## Membres

### Membres actuels
- Shann Mortimer - basse (1985-1991, depuis 2008)
- Brian Lehfeldt - batterie (1985-1991, depuis 2008)
- John Duffy - guitare (1985-1991, depuis 2008)
- Marco « Sharko » Zorich - guitare (1985-1991, depuis 2008)
- Eric Helzer - chant (depuis 2012)

### Ancien membre
- « Tape Head » Tito Matos - chant (1985-1991, 2008-2012)

## Discographie
- 1985 : Blow You Away (démo)
- 1985 : Rehearsal '85 (démo)
- 1986 : Beermacht (démo)
- 1986 : Death Punk (démo)
- 1986 : Live at Pine Street Theatre (démo live)
- 1987 : Shark Attack
- 1989 : Biermächt
- 2013 : Wehrmacht Attack Los Angeles - live at the Key Club 23 February 2013 (DVD)
- 2014 : The Complete Beer Soaked Collection 1985/1989 (coffret)